# Queruscs
Els queruscs (cherusci en llatí, Χέρουσκοι en grec antic) eren un poble germànic, veïns dels quades, que habitaven el territori entre el Weser (Visurgis) i l'Elba (Albis). Van ser la tribu germànica més important durant el període romà. Fins i tot Juli Cèsar els menciona, i compara la seva importància amb la dels sueus. El seu territori, que és difícil de delimitar amb exactitud, ja que els antics no distingien entre els queruscs i els seus aliats propers, anava des del riu Weser (on vivien els cats) fins a l'Elba (on vivien els sèmnons i els silinges) i des de Melibocus al nord (on vivien els camavis i longobards), fins al país dels hermundurs (al sud).
Els queruscs, en temps de Cèsar, eren aliats de Roma, però després de les primeres campanyes i establiments romans a l'interior de Germània, quan algunes tribus van acceptar sotmetre's als romans, una part dels queruscs, comandats per Armini, es van revoltar i es van confederar amb altres pobles germànics. El desastre de Publi Quintili Varus al bosc de Teutoburg l'any 9 va fer molta impressió a Roma, perquè tres àguiles romanes van caure en mans dels germànics. Posteriorment, les incursions romanes en territori querusc dirigides per Germànic Cèsar, no van aconseguir gairebé res, fins que l'any 16 l'exèrcit romà va derrotar els queruscs a Idistavisus Campus. La frontera de l'imperi va quedar establerta al Rin i els queruscs van quedar definitivament fora del procés de conquesta romà.
Malgrat els enfrontaments, durant molts anys del segle i van ser aliats de Roma, que els va imposar un rei anomenat Itàlic, nebot d'Armini i fill de Flavi (germà d'Armini). Itàlic va ser destituït, però els longobards, els seus veïns del nord, el van tornar a posar al tron. Al segle ii, prosseguia l'aliança amb Roma, i quan el rei Cariomer (Chariomer) va ser destituït pels cats, els queruscs van invocar sense èxit l'ajuda imperial. Les discòrdies civils entre els queruscs van provocar que passessin a dependre dels cats i des de llavors van ser un poble menor i així els anomena Claudi Ptolemeu, encara que és possible que altres tribus que Ptolemeu menciona a la seva zona fossin branques dels queruscs amb noms diferents.
El poble dels queruscs va conservar la seva independència fins que, en algun moment, van ser sotmesos pels francs i es van integrar en la seva confederació al segle iv.